# Ауде-Пекела
Ауде-Пекела (нід. Oude Pekela) — село в нідерландській провінції Гронінген. Мало статус окремого муніципалітету до 1990 року, коли об'єдналося з Ніве-Пекела з утовренням нового муніципалітету Пекела.
Його площа становить 9,82км², а населення станом на 2021 рік складало 7 485 осіб.

## Галерея

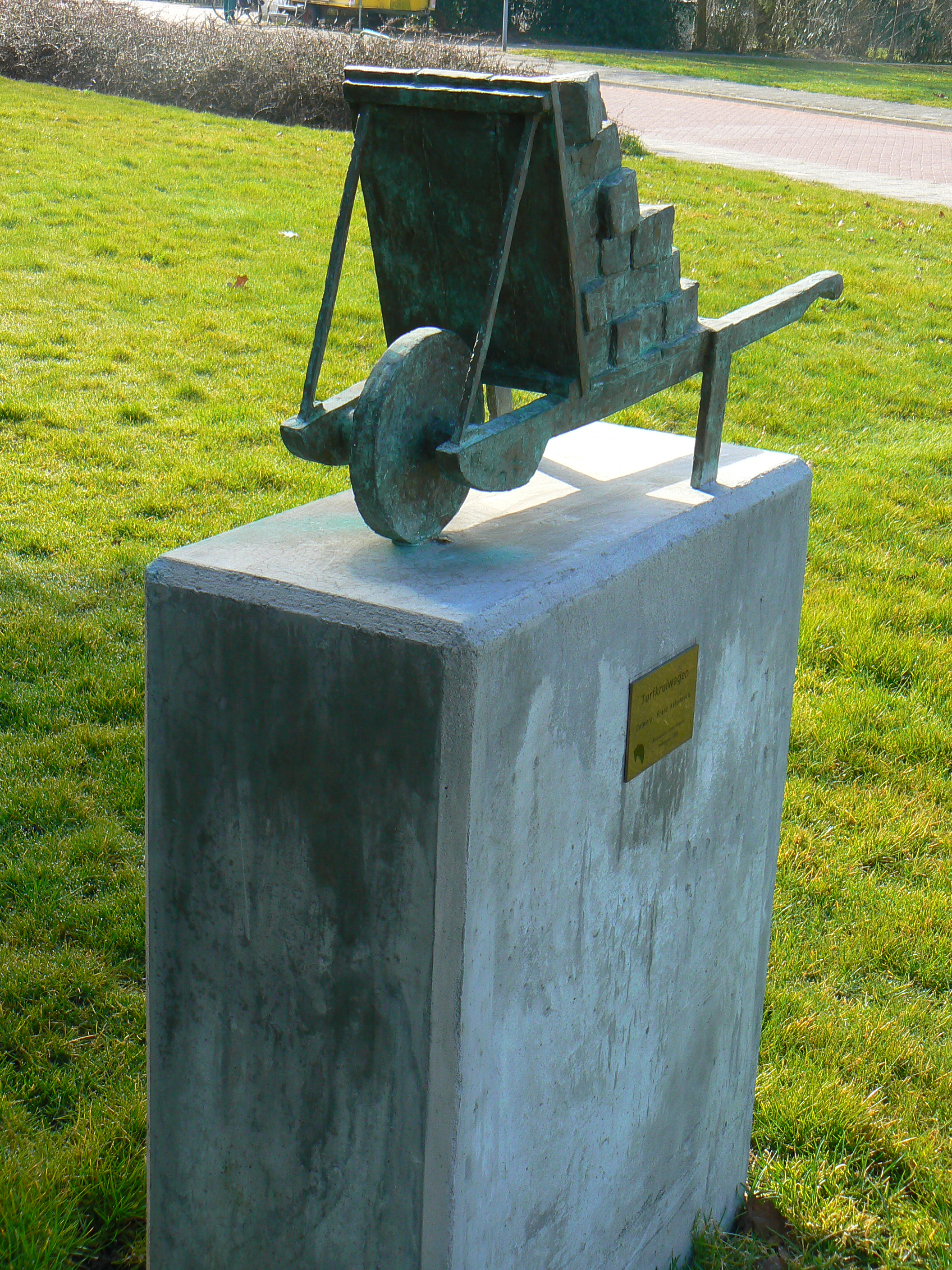
Скульптура у селі
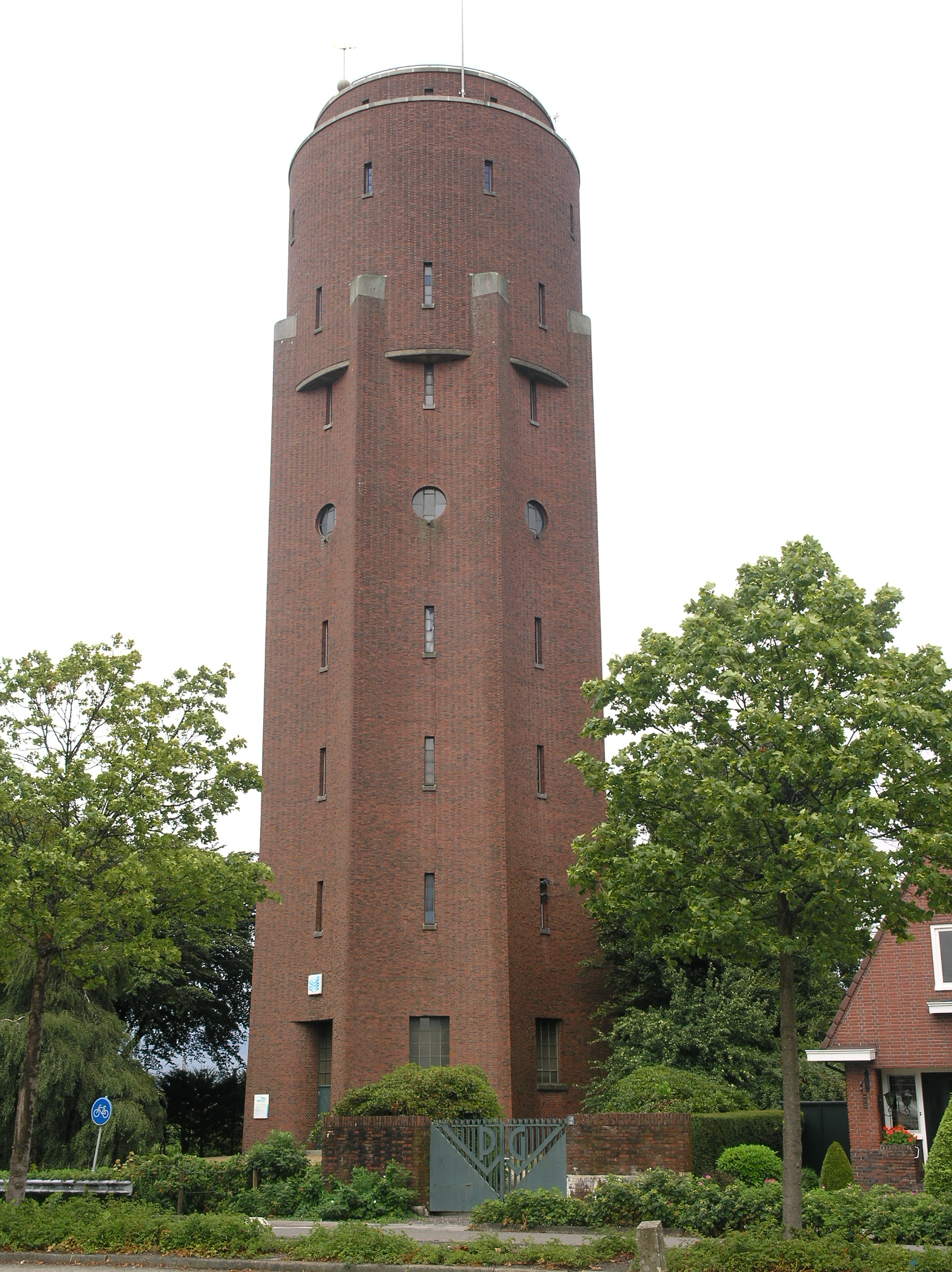
Стара водонапірна вежа
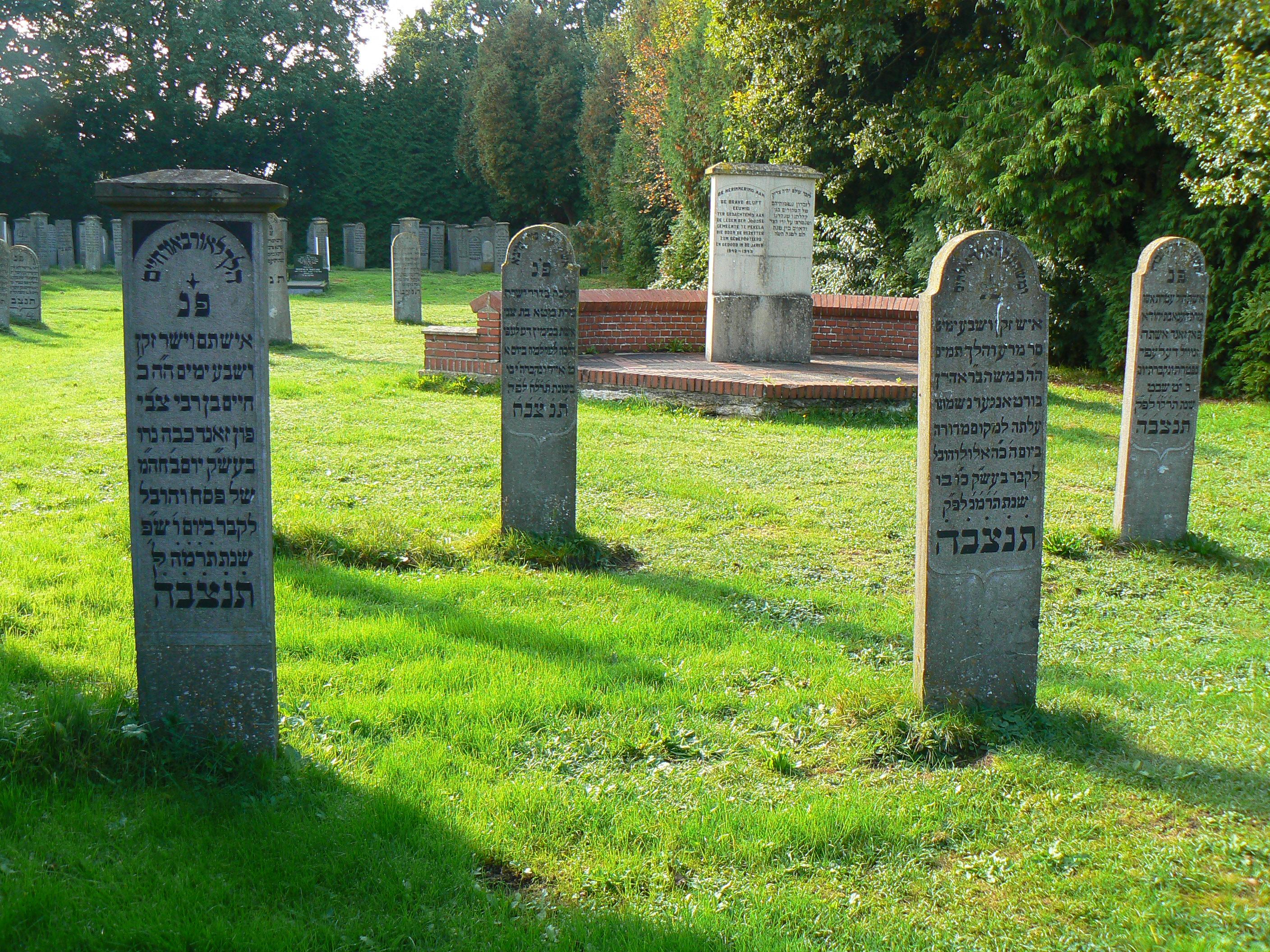
Єврейський цвинтар
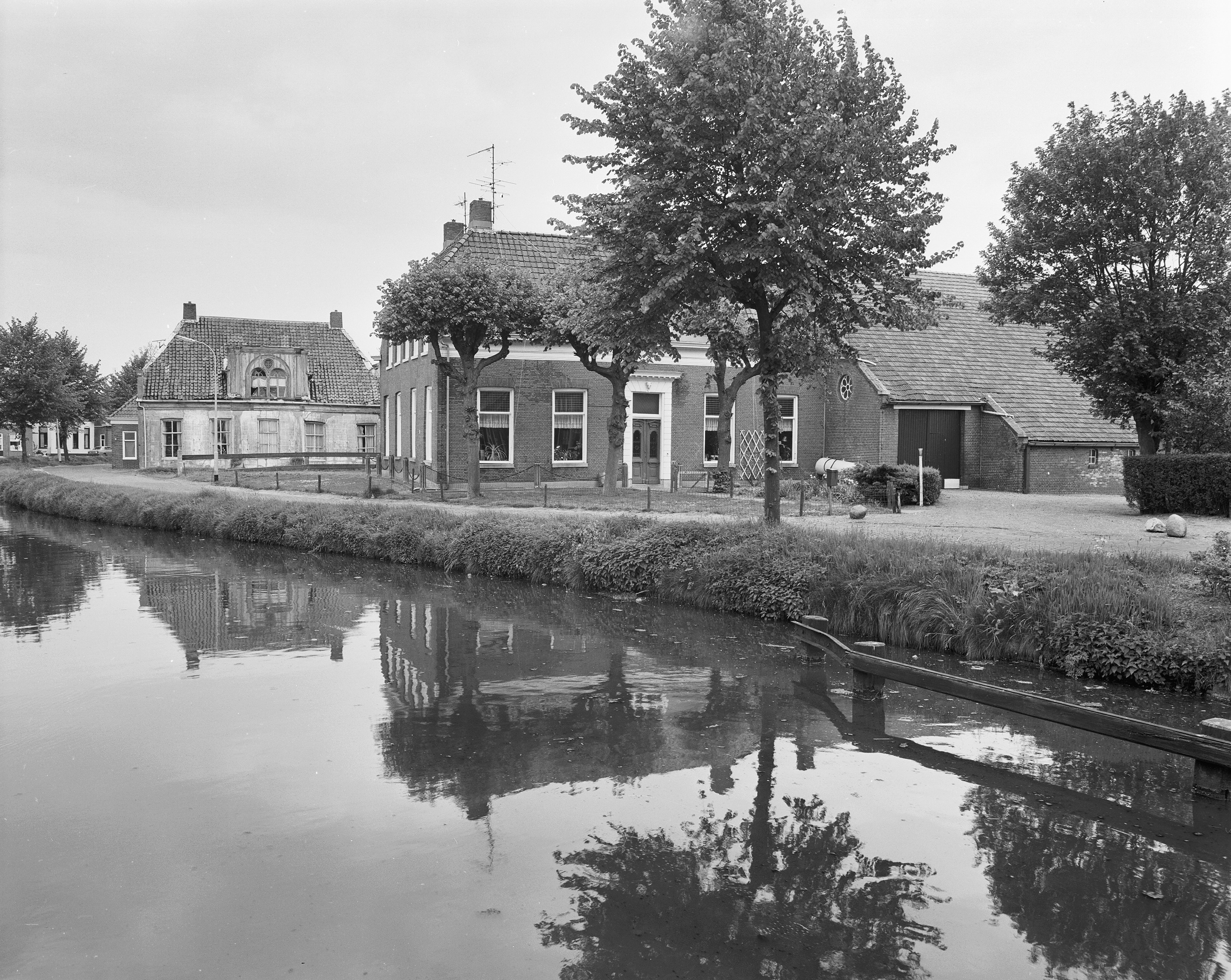
Панорама села (1976)